# サッポロ2130 夜は金時
サッポロ2130 夜は金時（さっぽろニーイチサンマル よるはきんとき）は、STVラジオが放送していたラジオ番組。愛称は「夜金（よるきん）」。

## 概要
- STVラジオとしては開局以来初となる、中高生をターゲットとした夜のワイド番組。ライバル局・HBCラジオが、局アナでの夜ワイド『夜はこれから』『ベストテンほっかいどう』を放送する中で、STVは当番組の開始まで、21時～24時台は自社制作、在京キー局制作の録音番組を編成していた。放送開始当初の半年間は『サッポロ22時 夜は金時』と題し、22:00開始の45分番組であった。
- 開始当初はハガキを送るリスナーを「夜金通信員」と称し、初めて読まれると「通信員ステッカー」が、10回読まれるとCDラジカセがもらえる仕組みだった。実際にCDラジカセが貰えたのは1人だけで、9回読まれたリスナーを大量に残し、企画終了が突然告知された。
- 放送当時、STVラジオの平日深夜の時間帯は「夜のヤングゾーン」と称され、21時台の当番組から、『会員制ラジオ番組 うまいっしょクラブ』『アタヤンイレブン』『アタックヤング』と続き、21時台～24時台は人気ラジオ番組が連続して編成されていた。
- 同時間に放送していた、RCCラジオの若者向け夜ワイド『びしびしばしばしらんらんラジオ』生放送中のスタジオと何度か電話で繋ぎ、番組同士で交流を行っていた[1]。
- 番組の機関紙「夜金玉げた」が発行されていた。この機関紙はSTV本社受け付け、さっぽろ地下街オーロラタウンにあったSTVサービスセンター、または切手を同封して番組まで入手希望の封筒を送ると入手することが出来た[2]。

## パーソナリティ
- 春日和彦（初代 ／ 元STVアナウンサー、現・同函館放送局 局長）
  - 1989年4月〜1989年7月。テレビ専任へ異動となったため降板[3]。
- 千秋幸雄（2代目～最終回 ／ 元STVアナウンサー、現・同事業局 通販事業担当局長）
  - 1989年8月〜最終回。夜の時間帯では直前の1989年7月まで担当していた『アタックヤング』（水曜）から異動[4]。
- Mr.SHINN（初代～最終回。通常は「シンちゃん」と呼ばれていた）
第1回放送で、春日和彦は「年齢不詳・性格異常の男」と紹介した。
正体は当番組の制作請負を行っていた番組制作会社「イメージランド」[注釈 1]に所属。『ウイークエンドバラエティ 日高晤郎ショー』のサテスタ歌謡曲などでディレクターを務めていた溝渕信。現在は札幌競馬場、函館競馬場で開催される中央競馬のSTVラジオ実況・進行を担当。

## 出演者にまつわるエピソード
- 溝渕は本番組内で行われていた競馬ゲームを使った企画「夜金エキサイト競馬」にて競馬実況の真似事を行ったことがきっかけで、正式に競馬場での実況を行うようになった。上記のとおり社外スタッフであるが、他局へネットする場合は、便宜上『実況は、STVラジオ溝渕信アナウンサーです』とされる。日高晤郎は「日高晤郎ショー」番組内で競馬中継が行われる際、『札幌競馬場から、実況は溝渕信ちゃん!』などと紹介していた。

## 主なコーナー
- スクールズリクエスト
- 夜金マニアックゾーン
- スクールデイ・フラッシュ
北海道内の中学校・高校へ本番組の車「走れ夜金号」が出動し、その学校で話題になっている人物や先生、学校行事、他の学校には無さそうな校則などを下校時の生徒にインタビューして放送[5]。
- 夜はかっとび （日替わりコーナー枠。1989年 - 1990年当時は以下のコーナーがあった。）[6]
  - 月曜：「こんなん出ました〜！」

街で見かけた変わった人物・物件などをリスナーから報告してもらって紹介[6]。
  - 火曜：「もしもスペシャル」

様々な「もしも・・・だったら」のネタを千秋とShinnによるものまね芸で紹介[6]。
  - 水曜：「夜金水曜特集」

リスナーからの「私の好きな曲ばかりを聴かせて」といったリクエストを特集[6]。
  - 木曜：「お願いTEACHER！」

リスナーが自分の担任の先生や校長先生に学校では言えないことをぶちまけるコーナー[6]。
  - 金曜：「そんなアホな!?」

“バカバカしいけどあったら便利”な物や事柄のネタを紹介[6]。
- クイズ時は金なり
  - リスナー参加型クイズコーナー。毎回22時9分12秒になると、曲を打ち切ってまでも開始していた。
- クイズタイムショッカー
- 夜金一口懺悔·衝撃の告白
- 夜金サテライトフラッシュ（サンホームビデオ提供）
- サンバ哲郎のあすの運勢・これでバッチシ！
  - 丹波哲郎の弟子を名乗る「サンバ哲郎」が占星術で明日の運勢を占い、運勢が良い人向けには更に良く、悪い人向けには良くするための傾向と対策を練っていた[6]。
- ものまねリクエスト
  - 「シンちゃんに歌ってもらいたい」という曲のリクエストを募集していた[6]。
- 夜金エキサイティング競馬
  - 1990年1月スタート。その週の土曜日に行われるJRAのメインレースから人気上位6頭の競走馬が実名で登場し、どの馬が勝つかの予想をリスナーが電話投票。勝敗にはボードゲームの『武豊のエキサイトダービーゲーム』を使い、同時に実際の週末の競馬の傾向を占う[7]。
- ドラクエ通信
  - 本番組放送期間中の1990年2月11日、『ドラゴンクエストIV 導かれし者たち』が発売されたことに伴って企画、同年3月からしばらくの間放送されていた。雑誌「ファミ通」などと提携し、番組・雑誌とリスナーと様々な解読・解釈のノウハウを提供し合っていた。最初は発売翌日の2月12日からスタートすることになっていたが、受験生を気遣い高校入試の終了を待ってからのスタートに変更された[7][2]。